# خمج النخيل
خَمَج النخيل أو الدَّمْن أو الأدَمَان نوع من الفطريات الزقية الوحيد في جنس الخمج، وهو أحد مسببات الأمراض النباتية. يركب كافور النخل فيعطب الطلعة.